# Hanumanthagiri, Tumkur
Hanumanthagiri là một làng thuộc tehsil Tumkur, huyện Tumkur, bang Karnataka, Ấn Độ.